# Miến lươn

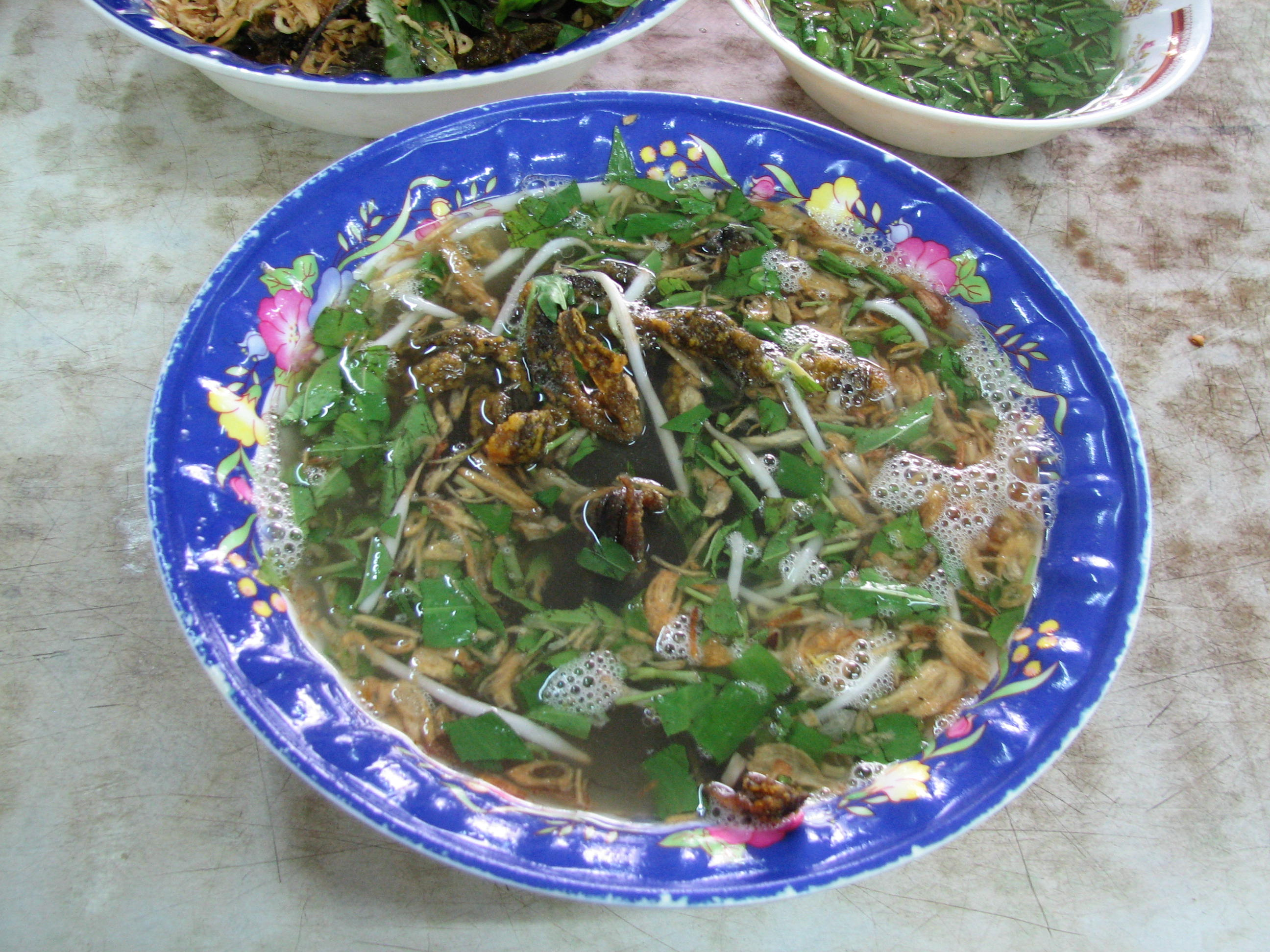
Miến lươn Hàng Điếu nổi tiếng của Hà Nội

Miến lươn là một món ăn phổ biến tại Việt Nam, nổi tiếng tại một số nhà hàng Hà Nội như miến lươn phố Hàng Điếu, phố Tuệ Tĩnh, phố Hàn Thuyên v.v. Miến lươn cũng được một số nơi như Ninh Bình và Nghệ An coi là đặc sản ẩm thực đặc trưng của địa phương.

## Nguyên liệu

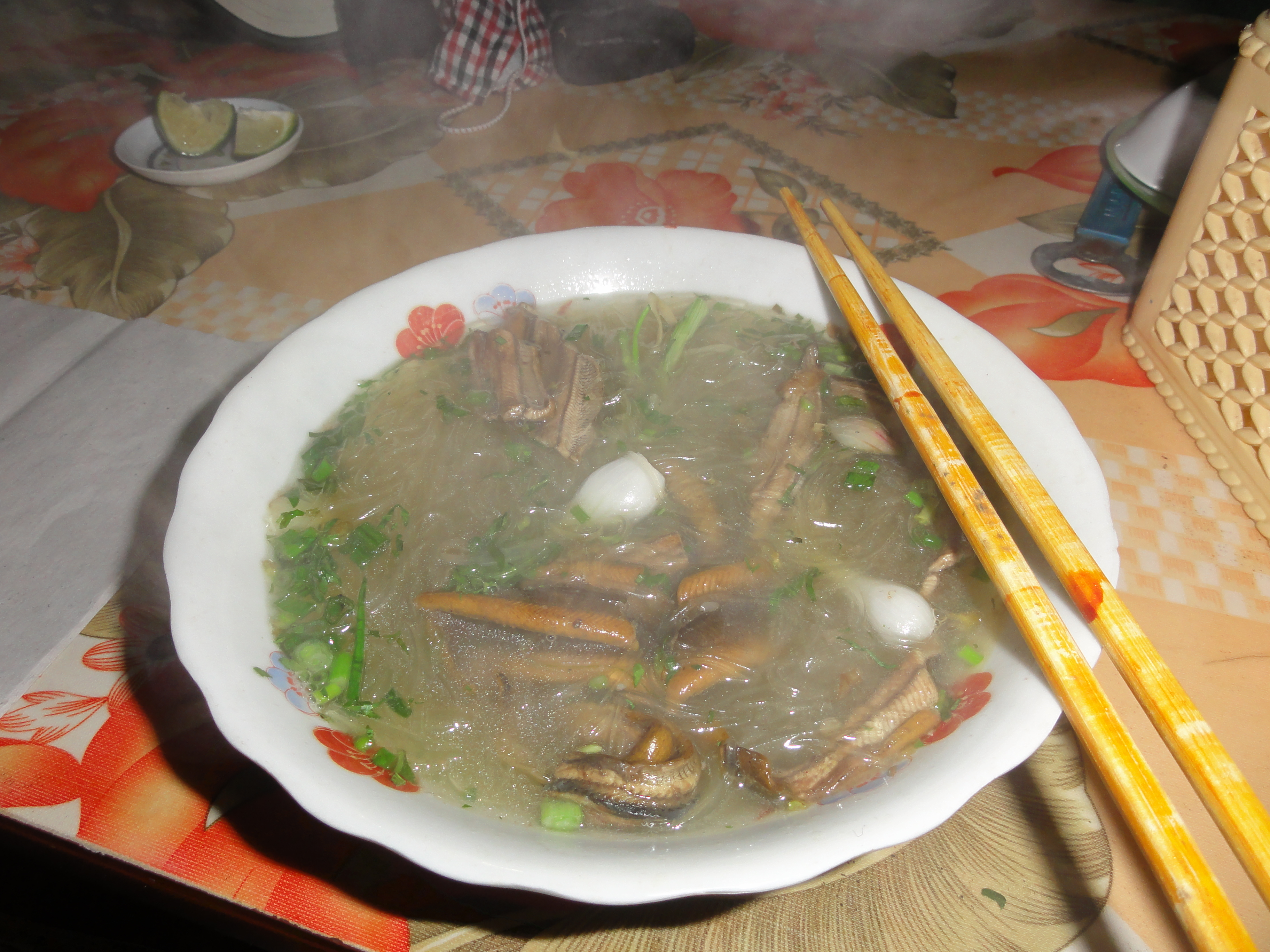
Một tô miến lươn ở Bắc Giang

- Miến: tốt nhất là sử dụng miến tàu làm bằng đậu xanh, sợi giòn mà không nát.[1]
- Lươn: có thể dùng thịt lươn tươi. Lươn được tuốt hết nhớt, sơ chế bằng cách đập dập, lọc xương ninh nước dùng còn thịt lươn xào săn.
- Rau, gia vị: giá đỗ, mộc nhĩ, hành hoa, rau răm, hạt tiêu, ớt chưng, dấm...

## Phương thức chế biến
Miến lươn được nấu từ miến với thịt lươn, và trong thực tế thường có hai dạng: dạng miến lươn khô được chế biến bằng phương thức đem mỡ cho vào chảo nóng đun rồi cho hành khô vào phi thơm. Bỏ thịt lươn xào rồi cho mộc nhĩ vào xào cùng. Đem miến xào săn hoặc chần cho mềm trong vài phút rồi bắc ra, trộn với lươn đã xào đều và bày ra đĩa cùng với rau răm, hành thái thật nhỏ, ăn kèm với ớt chưng.
Dạng miến lươn nước nấu nước dùng là nước xương lươn, có muối, gừng đập dập cho vào, đun sôi lâu, hớt bọt cho nước trong và ngọt. Miến rửa sạch chần mềm trong nước dùng cho thấm đậm hương vị, cho vào bát, thường là bát chiết yêu loại nhỏ, đặt thịt lươn lên trên cùng với hành răm thái thật nhỏ và chan nước dùng vừa đủ xâm xấp bề mặt để miến không trương nở quá.
Hiện nay tại Hà Nội nhiều nhà hàng dùng thịt lươn khô, tẩm bột chiên giòn. Món miến lươn nước cũng thường được kết hợp với giá đỗ và hành khô phi thơm.